# Romersk hilsen
Romersk hilsen eller romerhilsen er en hilseform, som udføres ved, at højre arm holdes lige ud i en omtrent 45 graders vinkel, med håndfladen ned og fingrene samlet. Hilsenen skulle angiveligt have været benyttet i Romerriget, hvilket dog afvises af historikere. Hilsenen anvendes imidlertid hyppigt i fiktive skildringer af antikkens Rom, eksempelvis i HBO's tv-serie Rome og tilsvarende fiktionsværker. Hilseformen blev populær i de fascistiske bevægelser i 1920'erne og 1930'erne, men blev som følge heraf associeret med totalitære regimer og forsvandt derfor bortset fra i højreekstreme kredse og fiktionsværker om Romerriget.

## Hilseform i Romerriget
Ifølge den amerikanske historieprofessor Martin M. Winkler (de) ved George Mason University (en) i Virginia, der har skrevet bogen The Roman Salute om emnet, er den såkaldte romerhilsen aldrig blevet brugt i Romerriget. Han anførte i et interview med Weekendavisen i februar 2025, at der ikke fandtes et eneste kunstværk, hverken statuer, malerier eller mosaikker, fra det antikke Rom, der dokumenterer en hilsen med en fremstrakt arm. Derimod benyttede romerne ifølge Winkler en hilsen med bøjet albue og løftet håndflade.

## Brug siden den franske revolution
Siden den franske revolution, hvor mange af de franske republikanere var optaget af den tidlige romerske republik, har meget vestlig kunst imidlertid fremstillet romerske scener med den anvendte hilsen. Det gælder således den nyklassicistiske maler Jacques-Louis David, hvis værk Horatiernes ed fra 1784 skildrer en legende om de tre romerske Horatibrødres slag mod Curiatierne fra Alba Longa. På maleriet ses de tre brødre sværge troskabsed til deres far med fremstrakt arm og nedadvendt håndflade. Med dette værk var romerhilsenen født, og derfra blev den spredt til mange andre gengivelser. I løbet af 1800-tallet og det tidlige 1900-tal blev gestussen med den fremstrakte arm også anvendt i mange rituelle sammenhænge, fra de amerikanske skolebørns anvendelse i den såkaldte "Bellamy Salute" i deres troskabsed overfor det amerikanske flag til olympiske hilsner.

## Brug som fascistisk symbol
Dette ændrede sig imidlertid radikalt, da de italienske fascister tog den symbolske hilsen til sig. Først anvendte Gabriele D'Annunzio hilsenen som en officiel salut for sine soldater i sin bystat Rijeka, og derefter overtog den italienske fascistiske leder Benito Mussolini, der var stærkt inspireret af D'Annunzio, romerhilsenen. Den blev også brugt i internationale propagandasammenhænge, som ved VM i fodbold 1934, der blev afholdt i Italien, og hvor det italienske landshold, der vandt turneringen, tilegnede deres sejre til Mussolini ved at hilse ham med strakt arm i den såkaldte "romerske hilsen". Inspireret af Italien blev hilsenen en uomgængelig del af den fascistiske bevægelses symbolkatalog og blev blandt andet eksporteret til Tyskland, hvor de tyske nazister overtog den, typisk akkompagneret af ordene "Sieg heil!" eller "Heil Hitler!"
Efter anden verdenskrig blev hilsenen dermed associeret med totalitære og morderiske regimer, og det er i Tyskland stadig i dag forbudt ved lov at heile. I de følgende mange årtier er romerhilsenen derfor udelukkende blevet brugt af yderligtgående nyfascistiske grupperinger. I 2024 gik et italiensk videoklip således viralt, da det viste nogle hundrede nutidige fascister, der brugte hilsenen ved et optog på gaden Acca Larenzia i Rom. Fascistiske hilsener er som udgangspunkt forbudt i Italien, men ikke ved ceremonier, hvor man mindes afdøde, og da begivenheden var en mindedemonstrationen for nogle drab i 1978, var den ikke ulovlig.